# Nelly Bodenheim
Nelly Bodenheim (Amsterdam 1874-1951) va ser una artista neerlandesa, més coneguda com a il·lustradora de llibres infantils. Cap al 1900 va pertànyer, juntament amb Ben Wierink, Wilhelmina Drupsteen i Rie Cramer, a un primer grup d'artistes que volien realitzar llibres infantils amb il·lustracions de qualitat artística «adulta» sense infantilitzar.
Va créixer, juntament amb tres germanes i dos germans, en una família benestant de classe mitjana, originària d'Alemanya. Son pare, Godfried Bodenheim (1840-1894) era col·leccionista d'art i tenia una famosa sastreria d'uniformes de gala i roba de cerimònia. Johanna Wispelweij (1847-1914), sa mare, també empresària, va continuar el negoci amb el nom de «Vidua G.A. Bodenheim» després de la mort de Godfried. La sastreria va ser un èxit comercial a l'Amsterdam de la segona meitat del segle xix, quan la ciutat va tornar a florir. Això va permetre a la família viure en cases nobles al marge d'un dels canals elegants d'Amsterdam i al barri Willemsparkweg. Va permetre a Nelly Bodenheim tenir un estudi en un lloc de prestigi tot i tenir la llibertat econòmica d'acceptar o no encàrrecs.

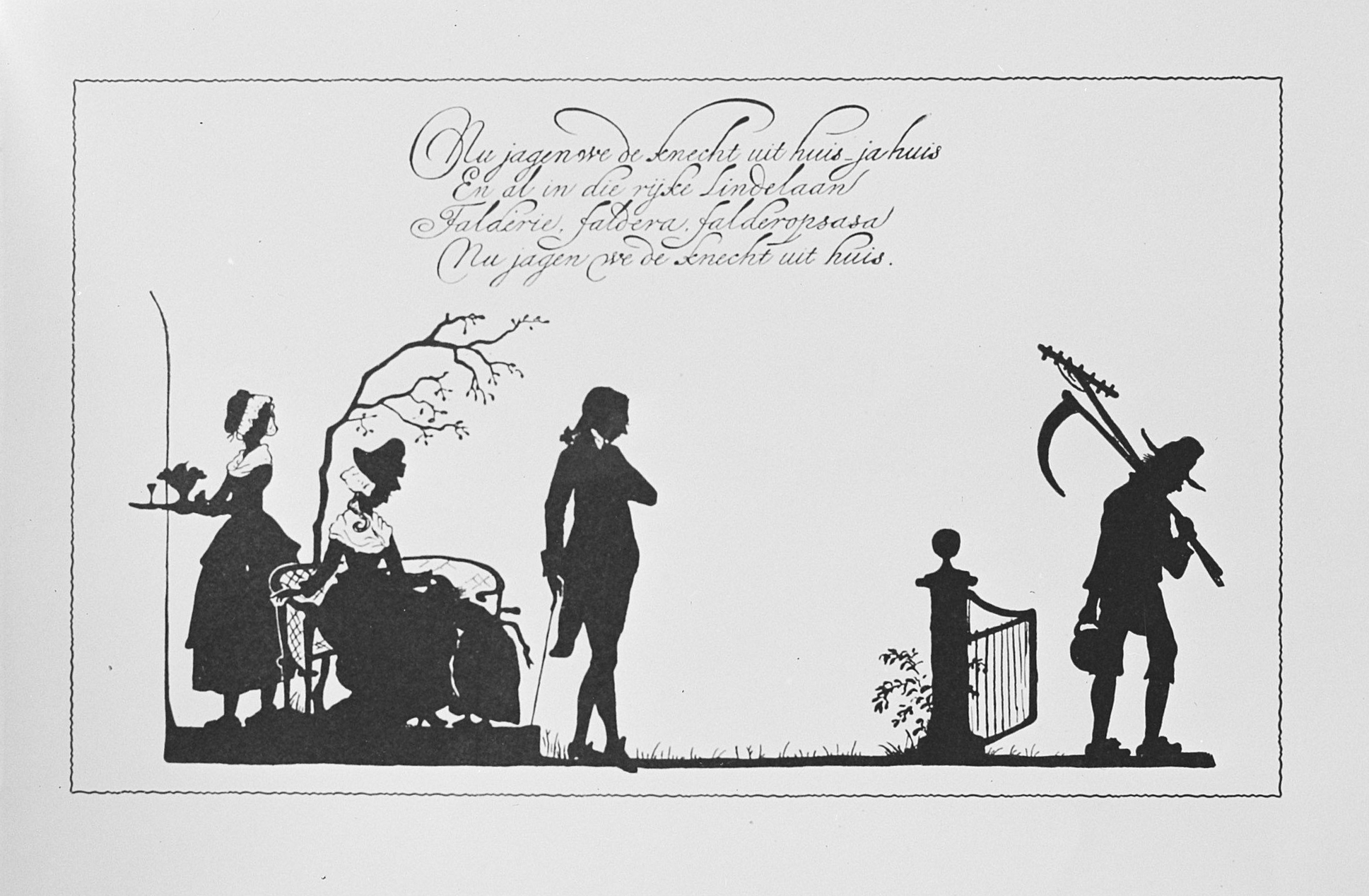
Il·lustració en el seu típic estil blanc i negre

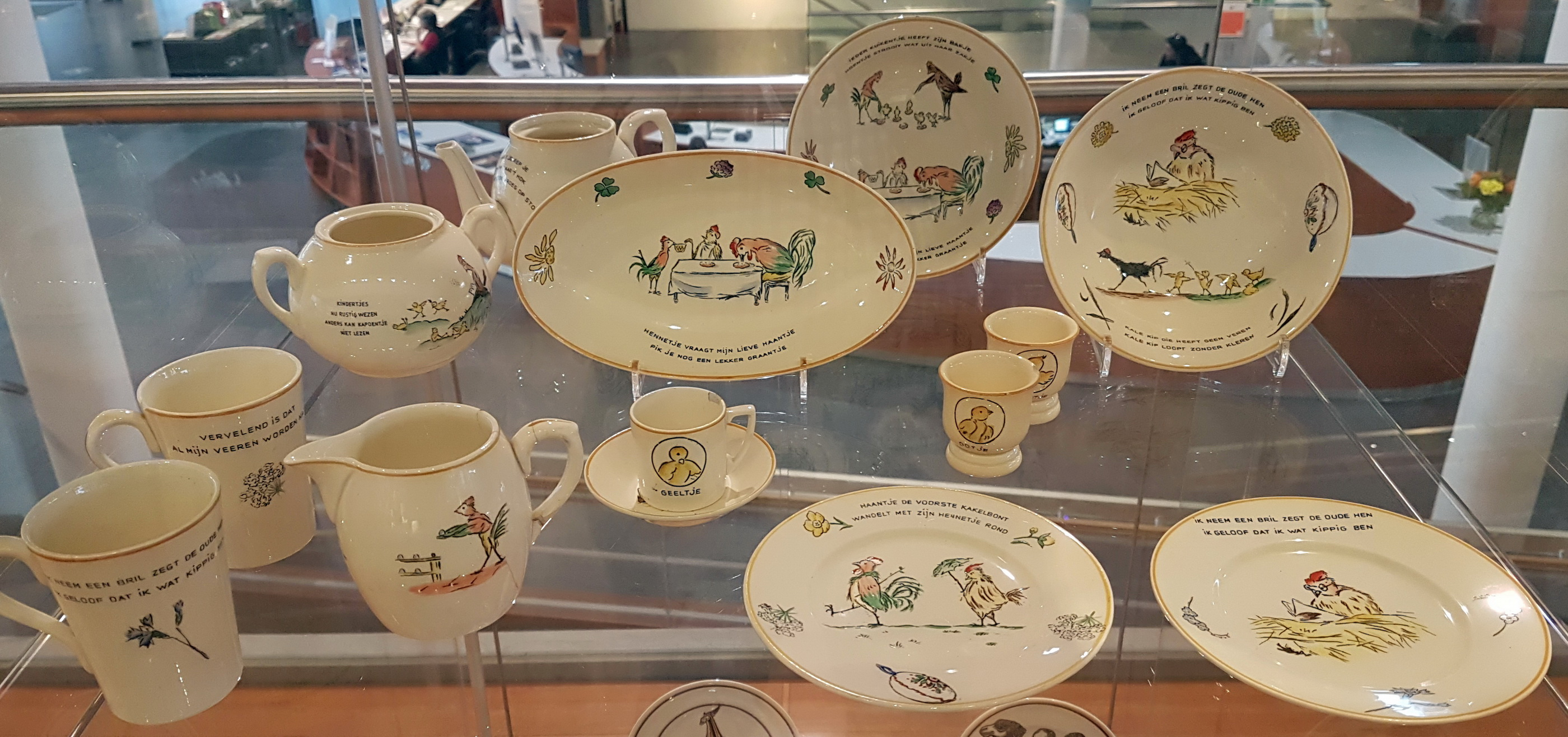
Vaixella per a nens «la família Virolada» (De familie Kakelbont)

De jove ja va mostrar el seu talent per al dibuix. De 1893 a 1895 va estudiar a la Rijksakademie van beeldende kunsten d'Amsterdam sota la direcció inspirant d'August Allebé. S'hi va crear un grup d'artistes, Amsterdamse Joffers («Donzelles d'Amsterdam») amb, entre d'altres, Lizzy Ansingh, Marie van Regteren Altena i Coba Ritsema. En acabar els estudis va rebre els primers encàrrecs per a unes revistes. Va debutar com a il·lustradora de llibres infantils per al llibre Rietje's Pop de l'escriptora Tine van Berken, on encara cercava el seu estil. Els primers èxits van ser Handje-Plak (1900) i Het regent, het zegent (1901) els més coneguts de vint-i-dos llibres, principalment amb poesies i cançons infantils.
Va ser membre de la comissió d'arts plàstiques de l'exposició De Vrouw 1813-1913 («La Dona»), de la comissió de literatura infantil i del cercle artístic Arti et Amicitiæ.